# Huggehus
På landet i gamle dage havde man et huggehus, hvor der ikke kun blev hugget brænde, men også udført diverse hjemmesløjdopgaver, idet man var mere selvforsynende end i dag. Nye ting blev fremstillet, og reparationer blev foretaget, især på tidspunkter, hvor der ikke var travlt med mere nødvendige ting, såsom høstarbejde. Andre navne for huggehus er: huggekammer, huggelade, klystrekammer, tømmerstue.
I det afbildede huggehus, som i dag står på Frilandsmuseet, er der ikke kun plads til brænde og brændehugning, men der er også indrettet et lille værksted med arbejdsbord, snittebænk, huggeblok og diverse værktøj: rammesav, båndkniv, skekniv osv. Huggehuset var ikke altid et separat udhus, men kunne også være et særligt rum i en udlænge, som oftest i den, der lå modsat stalden.
Mange associerer nok huggehus med børnebogsfiguren Emil fra Lønneberg, der sidder i huggehuset og snitter træfigurer; et huggehus hedder på svensk en snickarbod (dvs. et snedkerskur), på norsk snekkerbu og på nynorsk snikkarbu, hvoraf vi ser forbindelsen til, at man i hele Skandinavien har kendt huggehuset som et hjemmeværksted i selvforsyningens tid. Træarbejder klarede man selv, med større eller mindre kvalitet, som man vil kunne efterforske på Frilandsmuseet; hvorimod man i almindelighed måtte afvente besøg af smeden med hans feltesse, når der skulle smedes noget, hvis ikke der var en smed i landsbyen. I Norge med de store afstande har det været almindeligt at have en smedje (norsk: smie) i et skur svarende til gårdens huggehus.
Den ældste overlevende træbygning i staten New York er et huggehus fra 1639 på øen Gardiners Island.
Nogle skoler har til sløjdundervisning et huggehus, der især finder anvendelse til grøn sløjd, dvs. arbejde i frisk træ. Arbejdet foregår i stor udstrækning siddende ved snittebænke. Værktøjerne er især: snittekniv, båndkniv, skekniv. Skulle man bruge en grydeske, blev den snittet i frisk træ, for det er meget lettere at skære i end tørt træ.